# Ciudad Móvil
Ciudad Móvil es un evento tecnológico-social de participación gratuita. Su primera edición tuvo lugar en Ciudad de México en octubre de 2011 y contó con el apoyo del gobierno del Distrito Federal a través del Instituto de Ciencia y Tecnología del Distrito Federal.  La finalidad del encuentro es desarrollar aplicaciones móviles que resulten útiles para políticas gubernamentales en áreas de bien público. En septiembre de 2012 se organizará la segunda edición, nuevamente en la Ciudad de México. 

## Ciudad Móvil México
El evento congregó durante 48 horas a 150 desarrolladores quienes en interacción con instituciones gubernamentales idearon aplicaciones para telefonía móvil en cuatro servicios públicos: Salud, Obras, Turismo y Transporte (Metro de México).   
Entre los ponentes destacaron Vivek Wadhwa, profesor de la Escuela de Informática de UC-Berkeley, y Sam Pitroda, asesor del primer ministro de India y considerado el artífice de la revolución de la telecomunicación del país asiático.

### Resultados
Como resultado del encuentro de Ciudad Móvil, el gobierno del Distrito Federal informó que fueron creadas 22 aplicaciones (apps) móviles de utilidad pública. Algunas de las más destacadas cumplen con las siguientes funciones:
- Localización de medicamentos en hospitales.
- Guía para visitar museos.
- Guía para conocer y visitar monumentos históricos.
- Bolsa de trabajo.
- Reporte de baches y fugas de agua.

La aplicación ganadora del encuentro Ciudad Móvil DF 2011 fue ideada por el equipo “Crayon Lion” y fue pensada para los usuarios del Metro de la Ciudad de México. Consiste en una aplicación sencilla que proporciona rutas organizadas según tiempo y trayecto. También brinda la posibilidad de crear rutas personalizadas y la activación de una alarma por si la persona que viaja se queda dormida. 
Como resultado del evento, el gobierno del Distrito Federal planifica además la implementación de las aplicaciones “Zebs Studios” (para turistas, con agenda de actividades diarias y servicios de emergencia como hospitales y embajadas), “Desseng” (que facilita datos sobre disponibilidad de recetas médicas en hospitales del Distrito Federal) y “Mobbzen” (informa al usuario en tiempo real sobre el estado del tránsito y localización de baches para aportarle trayectos alternativos).